# Picayune
Picayune település az Amerikai Egyesült Államok Mississippi államában, Pearl River megyében. Lakosainak száma 11 885 fő (2020. április 1.).

## Népesség
A település népességének változása:

| 2010 | 10 878 |
| 2020 | 11 885 |